# 术安
术安（?—?），元朝驸马。汪古部人，阿剌兀思剔吉忽里的玄孙，孛要合的曾孙，爱不花之孙，阔里吉思之子。
阔里吉思死后，因为术安年幼，元成宗诏阔里吉思弟术忽难袭高唐王。术忽难教养术安超过自己得儿子。至大元年（1308年），术忽难进封赵王。当时术安年长，术忽难把王位让给他。术安袭封赵王，娶晋王甘麻剌之女阿剌的纳八剌公主。术安召王傅脱欢、司马阿昔思，对他们说想要迎回父亲的灵柩。二人把事情告诉知枢密院事也里吉尼，元武宗得知后，说：“术安孝子也。”赐阿昔思黄金一瓶，与脱欢子失忽都鲁、术忽难子阿鲁忽都、断事官也先等十九人，去迎接阔里吉思的灵柩，再赐跟随之人钞五百贯。淇阳王月赤察儿等派兵六百人，护其行至殡所。贈繼志樂善全節功臣、太師、開府儀同三司、上柱國、駙馬都尉，追封趙王，謚簡穆。

## 延伸阅读
[在维基数据编辑]
 《新元史/卷116》，出自柯劭忞《新元史》